# Hot 'n Now
O Hot 'n Now é um restaurante americano de fast food com sede em Holt, Michigan. Fundada em 1984, a cadeia chegou a ter mais de 150 estabelecimentos nos Estados Unidos em seu auge. Posteriormente, sob a propriedade da PepsiCo, a cadeia entrou com pedido de falência em 2004 e foi vendida para a STEN Corporation. Em abril de 2024, a empresa operava em um local em Michigan. A maioria das unidades da rede se concentrava inteiramente no serviço de drive-thru, com um prédio pequeno com um estilo de telhado alto e inclinado. Algumas unidades anteriores eram unidades de fast-food mais tradicionais, com assentos, e outras eram combinadas com postos de gasolina.

## História

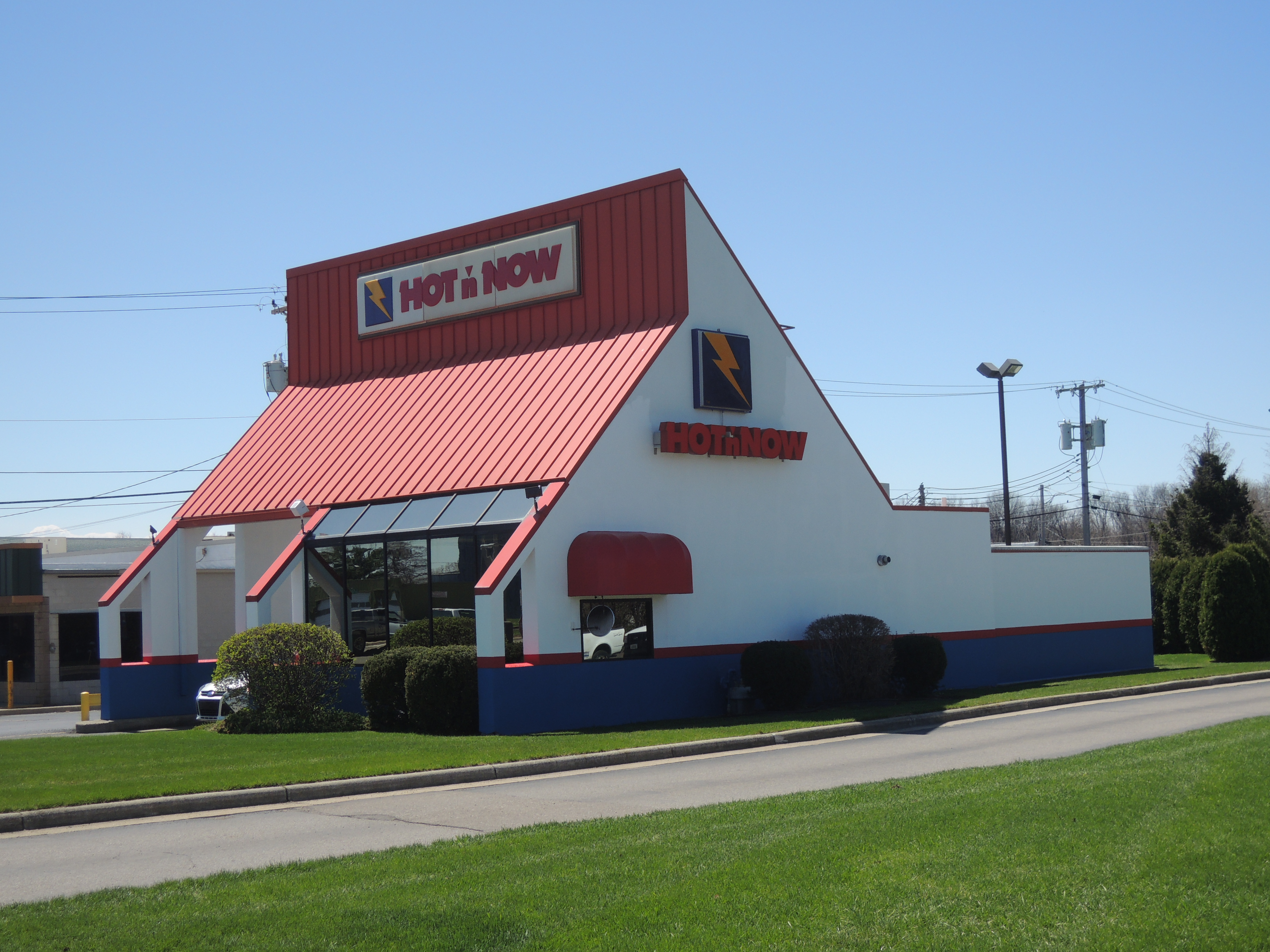
Estrutura do Hot 'n Now em Sturgis, Michigan (2014)

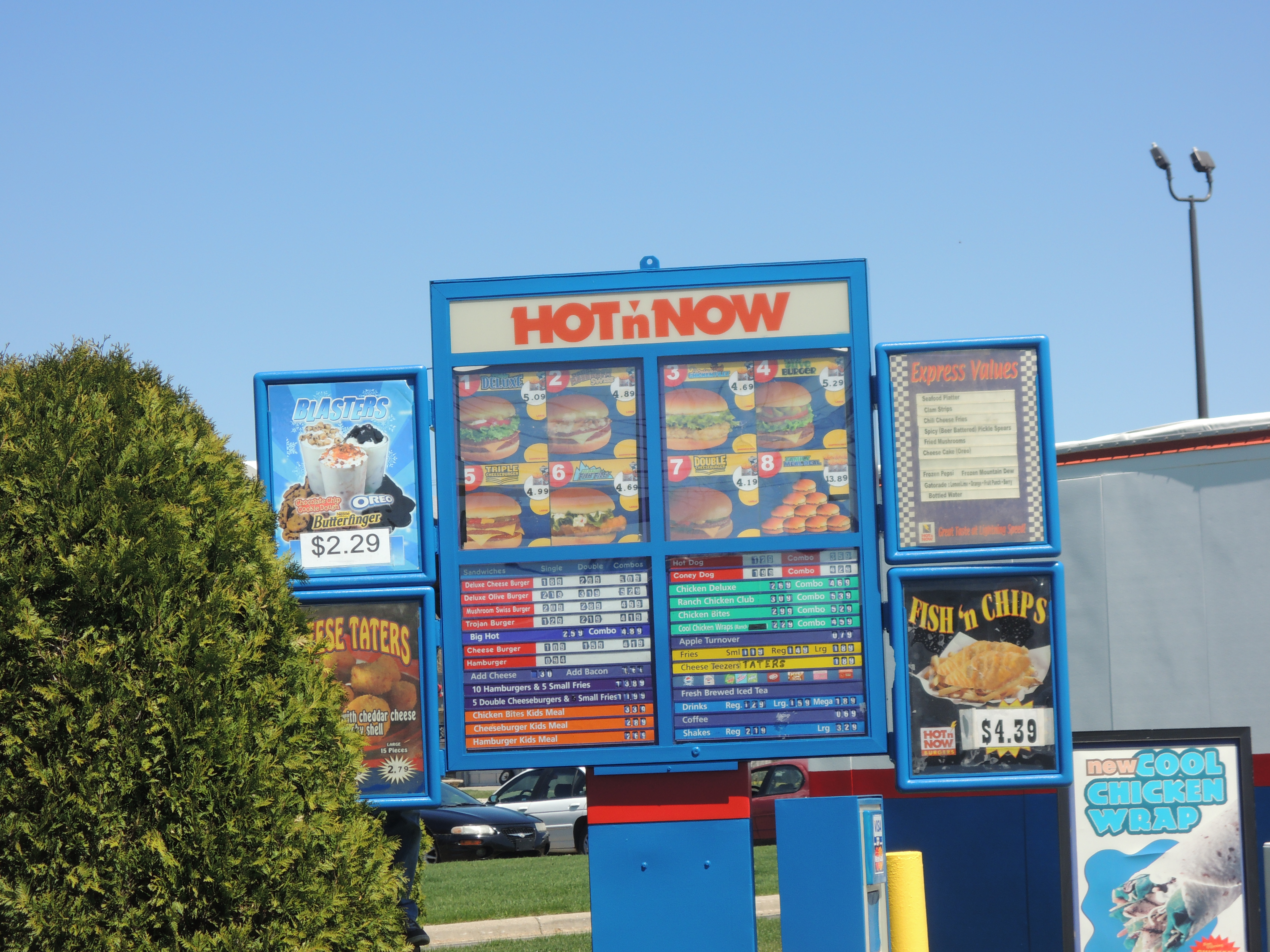
Cardápio do drive-thru no Hot 'n Now de Sturgis, Michigan (2014)

A Hot 'n Now foi fundada em Kalamazoo, Michigan, em 1984, por William Van Domelen. Van Domelen havia aberto os primeiros restaurantes Wendy's de Michigan e era franqueado da Burger Chef no sudoeste de Michigan.
Em 1990, a cadeia operava mais de 100 lojas em 15 estados diferentes, tendo crescido rapidamente devido ao sucesso de sua operação simplista e ao preço de 39 centavos para hambúrgueres, batatas fritas e refrigerante - substancialmente menor do que o cobrado pelos concorrentes. No mesmo ano, foi adquirida pela PepsiCo, que colocou as operações sob sua unidade Taco Bell. Van Domelen pediu demissão da empresa logo após a venda.
A empresa começou a fazer alterações no conceito da cadeia que frustraram os franqueados, começando em 1992 com o cardápio. O presidente da Hot 'n Now, Don Pierce, deixou a empresa em 1993. O apoio aos franqueados diminuiu logo em seguida. A Hot 'n Now foi tratada como uma marca de teste. No primeiro trimestre de 1995, a empresa fechou 80 lojas de propriedade da empresa com a expectativa de vender todos os locais de propriedade da empresa para franqueados ou licenciados.
Richard Loehr, proprietário de uma concessionária de automóveis, comprou uma franquia para o Condado de Broward, Flórida, em janeiro de 1990. No final de 1995, Loehr tinha cinco locais, mas queria sair. A Hot 'n Now não quis comprar suas unidades após demonstrar interesse inicial e bloqueou qualquer venda a outras partes. Depois de 1993, os lucros das unidades de Loehr caíram. Loehr demitiu todos os 300 funcionários e fechou suas seis unidades em março de 1995. Em 16 de março de 1995, Loehr entrou com uma ação judicial contra a Taco Bell. O caso foi a julgamento em dezembro de 1998.
A Taco Bell vendeu a Hot 'n Now para uma empresa de Connecticut em 1996. Em 2002, a empresa estava sediada em Holt, Michigan, com 53 estabelecimentos. A empresa fechou algumas unidades. A empresa iniciou um cardápio mexicano com a marca El Toro para ser colocado junto com o Hot 'n Now; dois desses locais foram abertos em janeiro de 2002.
Em outubro de 2003, a Proquest Capital Corporation adquiriu os ativos e alguns passivos da Hot 'n Now, LLC. A Proquest logo foi renomeada para Hot Brands, Inc. Na época da aquisição, a cadeia tinha 44 estabelecimentos (23 corporativos e 21 franqueados), em três estados: Michigan, Wisconsin e Indiana.
Em 2004, a empresa entrou com pedido de falência no Capítulo 11 e foi vendida para a STEN Corporation, que também é proprietária da cadeia Burger Time. A Burger Time foi vendida para a BTND, LLC, que é proprietária do nome Hot 'n Now.
Um dos dois últimos locais, que ficava em Bay City, Michigan, sofreu um incêndio em 5 de setembro de 2016. Apenas o local de Sturgis, Michigan, permanece agora, embora o popular Olive Burger e os cheesy tots do Hot 'n Now ainda estejam no cardápio do local de Bay City, agora conhecido como Burger 81.
A cadeia usou brevemente os personagens do filme Spy vs. Spy da revista Mad em sua publicidade.